# Partido Nacional de Antigua
El Partido Nacional de Antigua fue un partido político en Antigua y Barbuda. Las únicas elecciones generales en las que participó fueron las de 1956. A pesar de haber obtenido 12,5% de los votos, no obtuvo ningún escaño.